# Davídove
Davídove (en (ucraïnès): Давидове) és un poble (un possiólok) de la República Autònoma de Crimea a Ucraïna, que el 2014 tenia 7 habitants. Pertany al districte de Simferòpol.